# Heiko Gigler
Heiko Gigler (17 giugno 1996) è un nuotatore austriaco.

## Biografia
Ha rappresentato l'Austria ai Giochi olimpici estivi di Tokyo 2020 classificandosi 22º nei 50 m stile libero.
È stato convocato agli europei di Berlino 2014, Londra 2016, Glasgow 2018, Budapest 2020 e Roma 2022, vincendo la medaglia di bronzo nella staffetta 4x100 m misti a quest'ultima edizione, assieme ai connazionali Bernhard Reitshammer, Valentin Bayer e Simon Bucher. Agli europei di Belgrado del 2024 sale sul gradino più alto del podio nella medesima specialità.

## Palmarès
- Europei

Roma 2022: bronzo nella 4x100m misti.
Belgrado 2024: oro nella 4x100m misti.